# Allusion
Eine Allusion oder Anspielung (lat. alludere: [auf etwas] anspielen, [etwas] andeuten) ist ein rhetorisches bzw. literarisches Stilmittel, mit dem man einen (möglicherweise komplexen) Sachverhalt kurz und bündig, jedoch nur andeutungsweise umschreibt, indem man einen Begriff benutzt, der symbolhaft (indirekt) für einen vergleichbaren Sachverhalt steht und so eine bestimmte Assoziation beim Hörer erzeugt. Eine Allusion kann sich zum Beispiel beziehen auf: 
- ein historisches Ereignis: Er erlebte sein Waterloo (= ein Fiasko, in Anspielung auf Napoleons Niederlage 1815; vergleiche das gleichnamige Lied der schwedischen Popgruppe ABBA).
- ein fiktives Ereignis: Das Regime erlebte seine Götterdämmerung (= seinen Untergang, in Anspielung auf den Weltuntergang in der germanischen Sage).
- eine literarische Figur: Seine Nase wurde immer länger (= er log andauernd, in Anspielung auf die Carlo-Collodi-Figur Pinocchio, deren Nase beim Lügen wuchs).
- eine mythologische Figur: Das ist seine Achillesferse (= seine schwache Stelle, in Anspielung auf die einzige verwundbare Stelle des griechischen Sagenhelden Achilles).

Eine häufig, aber sachlich falsch gebrauchte Allusion ist der Begriff Quantensprung, mit dem im populären Sprachgebrauch in der Regel ein besonders großer Fortschritt umschrieben werden soll im Gegensatz zur wissenschaftlichen Bedeutung 'winzige Änderung'.
Ein Vorteil der Allusion ist die Möglichkeit, einen komplexen Sachverhalt mit wenigen Worten darzustellen. Dies setzt allerdings voraus, dass dem Hörer der Zusammenhang, auf den man anspielt, klar ist, ansonsten sind Missverständnissen Tor und Tür geöffnet. Andererseits kann das Stilmittel der Allusion auch gezielt eingesetzt werden, um eine Botschaft zu verschlüsseln, indem man einen Teil der Zuhörer gezielt vom Verständnis des Gesagten ausschließt („Einige von Ihnen wissen, was ich meine“).
Insofern kann eine Allusion mit einer Metapher verglichen werden, die so vage formuliert ist, dass die Bedeutung nicht gleich auf der Hand liegt, sondern mehr oder weniger der Assoziation des Adressaten überlassen bleibt. 
In der Musik wird der Begriff oft für Anspielungen angewandt, die zwar keine direkten Zitate anderer Musik bzw. Komponisten sind, aber klare Assoziationen zu einem anderen Werk oder Ähnlichem hervorrufen.